# 1994年分税制改革
分稅制改革是中华人民共和国政府在1992年着手设计、1993年准备并颁布、1994年实施的一项财税体制改革，对中央和地方政府之间的税收分配制度及税收结构进行的一次较大规模的调整 ，标志着中国的财政体制由计划经济向市场经济的改革迈出了实质性的一步。分税制改革主要目的是缓解自1980年代末以来中央财政入不敷出的情况，在改革取得显著成效的同时，也产生了诸如增加地方政府财政负担等问题，催生了严重的土地财政进而推高了土地、住房价格。因此，分税制改革被认为是解开“中国土地财政增长之谜”的关键。2018年3月17日，第十三届全国人民代表大会第一次会议通过《第十三届全国人民代表大会第一次会议关于国务院机构改革方案的决定》，将省级和省级以下税务机构合并，分税制改革成为历史，而国税地税合并后的效应还有待观察。

## 历史沿革
1978年，中華人民共和國实施改革开放政策以来，在社会和经济领域逐步摆脱计划经济体制并经历了明显的管理权下放过程 ，中央政府向地方政府下放了诸多财政管理权力。与之前统收统支的财政体制相比，地方政府拥有了独立的预算制定权并享有一定的财政自主性，比如地方政府可以不受干扰地决定预算支出和中央政府分享预算收入等。 在1994年财政改革以前，中国的财政体制采用 “包干制”，其中政府财政收入被分为三类：中央固定收入、地方固定收入和中央地方共享收入。地方财政每年仅向中央交纳定额的财政税收，部分地方采用减免企业税收的方式，截留经济发展成果，藏富于企。有经济学家认为，这是造成中国1980年代末通货膨胀的诱因，同时，中央财政陷入严重危机的现象，期间共发生过两次中央财政向地方财政“借钱”的情况。财政收入占国民生产总值的比重，和中央财政占整体财政收入的比重，双双迅速下降，形成中华人民共和国成立以来未曾出现过的“弱中央”状态。1982年，为了支持能源交通领域大型项目建设，国务院决定依据税收强制性和无偿性的原则征收国家能源交通重点建设基金。1989年2月，中央政府又决定开始征收“国家预算调节基金”以缓解中央财政的危机。在征收“两金”的基础上，中央财政入不敷出的情况依旧得不到根本的改善，使得中央事权下的国防建设、国家的基础性投入等面临资金匮乏的情况。1993年分税制改革前夕，中央政府财政收入为全部的22%，地方政府为78%；中央政府的财政支出为全部的28.3%，地方为71.7%；中央的财政出现入不敷出的情况。
1993年，经济学者胡鞍钢与王绍光合著的《中国国家能力报告》发行，该书说中国中央政府的财政汲取能力正在急剧下降，如不扭转此趋势恐重蹈苏联和南斯拉夫解体之覆辙，此书对分税制的实行起到了很重要的推动作用。
1994年，分税制改革正式推行，首次正式实施改革措施的1994年中央财政收入实现了203.5%的空前增长。2000年，伴随着政府财政收入的快速增长，财政部与税务总局对于国家与企业和居民之间的问题产生分歧。时任财政部长项怀诚仍然主张继续提高政府收入占GDP比重，而时任税务总局局长金人庆则主张不再提高政府收入占GDP比重，而是对税制做有增有减的调整。2010年前后，随着中央政府财政收入一路增长，中央与地方间分税制改革的方向出现争论。到2015年，中央财政收入达到财政收入50%的情况下，中央财政支出仅为财政支出的15%，加剧了中央与地方政府财政事权的错配，地方政府财政预算和执行都出现困难。

## 实施内容
1993年12月25日，国务院发布了《关于实行分税制财政管理体制的决定》，规定改革地方财政包干体制，对各省、自治区、直辖市以及计划单列市实行分税制的财政管理体制的改革，从1994年1月1日起正式启动。

### 划分事权
《关于实行分税制财政管理体制的决定》明确了中央政府与地方政府事权的划分，中央财政主要承担国家安全、外交和中央国家机关运转所需经费，调整国民经济结构、协调地区发展、实施宏观调控所必需的支出以及由中央直接管理的事业发展支出。而地方财政主要承担本地区政权机关运转所需支出以及本地区经济、事业发展所需支出。
根据1994年分税制改革对中央政府与地方政府事权的划分，中央财政支出具体包括：国防费，武警经费，外交和援外支出，中央级行政管理费，中央统管的基本建设投资，中央直属企业的技术改造和新产品试制费，地质勘探费，由中央财政安排的支农支出，由中央负担的国内外债务的还本付息支出，以及中央本级负担的公检法支出和文化、教育、卫生、科学等各项事业费支出。
地方财政具体包括：地方行政管理费，公检法支出，部分武警经费，民兵事业费，地方统筹的基本建设投资，地方企业的技术改造和新产品试制经费，支农支出，城市维护和建设经费，地方文化、教育、卫生等各项事业费，价格补贴支出以及其他支出。

### 划分财权
1994年的分税制改革重新划分了中央税、地方税和中央地方共享税，使中央财政取得得更多税源。《关于实行分税制财政管理体制的决定》明确将维护国家权益、实施宏观调控所必需的税种划为中央税；将同经济发展直接相关的主要税种划为中央与地方共享税；将适合地方征管的税种划为地方税，并充实地方税税种，增加地方税收入。中央税、共享税以及地方税的立法权都要集中在中央，以保证中央政令统一，维护全国统一市场和企业平等竞争。
1994年的分税制改革确定，中央固定收入包括：关税，海关代征消费税和增值税，消费税，中央企业所得税，地方银行和外资银行及非银行金融企业所得税，铁道部门、各银行总行、各保险总公司等集中交纳的收入（含营业税、所得税、利润和城市维护建设税），中央企业上交利润等。外贸企业出口退税由中央财政负担。
地方固定收入包括：营业税（不含铁道部门、各银行总行、各保险总公司集中交纳的营业税），地方企业所得税（不含地方银行和外资银行及非银行金融企业所得税），地方企业上交利润，个人所得税，城镇土地使用税，固定资产投资方向调节税，城市维护建设税（不含铁道部门、各银行总行、各保险总公司集中交纳的部分），房产税，车船使用税，印花税，屠宰税，农牧业税，对农业特产收入征收的农业税，耕地占用税，契税，遗产和赠予税，土地增值税，国有土地有偿使用收入等。
中央与地方共享收入包括：增值税按照中央75％，地方25％分享，资源税（除海洋石油资源税，大部分资源税作为地方收入）按照中央50%，地方50%分享，证券交易税最初按照中央50%和地方50％分享，而2016年1月1日起，证券交易印花税则全部调整为中央收入。

### 配套改革措施
重整税收结构，取消一些不合理的税种，推出较符合市场化改革的税种，例如建立增值税为主体的流转税体系，取消产品税、规范消费税，取消对国有企业等征收的能源交通重点建设基金和预算调节基金。改革要求合理调节地区之间财力分配，为了保护各省市的利益，特别是要兼顾发达地区的既得利益和贫困地区的发展和老工业基地的改造，设计了一套与经济发展水平高度相关的税收返还和转移支付的制度。同时，改革措施还明确提出将促使地方加强对财政支出的约束。为了配合分税制改革的进行，中国人民银行将开展国债市场业务，允许国有商业银行进入国债市场，允许银行和非银行金融机构以国债向中央银行贴现融资。国债发行经常化，国债利率市场化，国债二级市场由有关部门协调管理。

## 改革成效
1994年税制改革，标志着中國的财政体制由计划经济向市场经济的改革迈出了实质性的一步，此次税制改革减少了地方政府财税包干制带来的相关问题，使全国财政收入快速增长，首次正式实施改革措施的1994年中央财政收入实现了203.5%的空前增长。1993年至2012年间，全国公共财政收入由4,349.00亿元增加到56,175.23亿元，增长了26.96倍，年均增长19.02%，中國的财政收入占国民生产总值的比例上升，全国公共财政收入占国内生产总值的比重则由1993年的12.30%提高到2012年的22.58%。
在全国财政收入快速增长的基础上，还实现了中央财政占总财政收入比重的快速上升，中央财政贫弱的局面得到改观，从制度层面保证了中央财政收入稳定增长、 增强中央宏观调控能力目标的实现。高速增长的财政收入使得基础设施建设的资金得到保障，进而为1998年起严禁军队、武警、政法机构和党政机关经商奠定了基础。
1994年的分税制改革调动了地方政府参与财税改革的积极性，促成了地方政府间为了财税收入而展开经济竞赛。同时，分税制改革削弱了政治周期对地方财政支出的扩张效应。
在推行分税制改革的同时，建立了转移支付制度来试图缓解地区间财力悬殊的问题。分税制改革为内资企业统一了税制，使得内资企业之间获得了相对公平的市场竞争环境。

## 导致的问题
1994年的税制改革大幅提升了中央政府财政收入的水平，但是财政赤字的问题并未改善，并造成了中央与地方财政支出的比例失调，扭曲了中央政府和地方政府之间的关系。通过实行分税制和国税部门垂直管理，中央政府掌握了近60%的财权，但大量的事权下放给地方，加重了地方政府负担，影响了地方政府特别是基层政府的有效运转。学术界发现分税制改革后，特别是1998年住房市场化改革以来，中國城镇住房价格持续上涨，较高的房价水平与较大规模的土地财政相联系，而土地财政的形成与1994年的分税制改革密切相关。分税制改革后，由于中央要求地方政府垄断土地一级市场，各地方政府纷纷加快土地有偿出让制度的推进，1995年山东省土地局上报的《1995年山东省土地管理工作概况》文件中直接指出“土地开始成为地方政府生财、招商、引资的重要手段”。2000年，中国人民大学经济学院周业安教授指出分税制改革导致地方政府的财权与事权不匹配，地方政府为了缓解财政困难，不得不实施土地财政行为。学术界普遍认为，分税制之后，中國经济增长的核心动力是土地开发和城市扩张，促使地方政府开始土地财政之路，造成土地、住房价格暴涨，蜗居蚁族相继出现，地方政府暴力拆迁事件屡屡发生。2012年，上海财经大学宫汝凯教授等学者在实证研究的基础上得出结论并确认：1994年分税制财政集权改革导致地方政府财权和事权的不匹配是导致房价持续过快上涨的不可忽视的制度性因素。
2006年，重庆大学陈刚教授等学者发现由于分税制改革后地方政府财政能力不断下降，地方政府进加强了对经济活动干预和对金融系统的汲取，使金融资本配置效率降低，也降低了金融发展对经济增长的促进作用。2010年，南京师范大学蒋伏心、林江等学者认为，分税制使地方政府的财政支持的自主权受到抑制，进而改变了地方政府财政收入的自主权，从而使得一些地方政府在分税制改革后出现了反周期财政政策的特征。1994年分税制改革后，政府财政收入向上级政府集中、社会保障责任等支出则向下级政府转移，结果导致承担社会保障职能的基层单位的财政普遍紧张，造成社会保障职能弱化，此外，现行的转移支付制度与经济发展水平高度相关，贫困地区、农村地区地方政府支出呈现非合理结构，加剧了落后地区、农村地区的社会保障供给不足的情况。
分税制改革后的税收体系存在多种不公平，如省际间的不公平，如增值税属于中央税种，消费税地方留存仅25%，导致了工业发达的省份和正在发展第三产业的省份的地方财政收入受到制约。另外，最显著的表现在，内外资企业的税负水平严重不公平，外资企业在税收上获得了超国民待遇，不仅整体税负水平偏低且税前扣除标准也较内资企业更为宽松。此外，也造成国内一些企业负税加重，制约了企业的长远发展，特别是使中小型民营企业发展困难。中国现行的个人所得税制度是在1994年税制改革的基础上建立的，存在着不利于调节收入分配等诸多问题，使普通民众税负较高，多年来改革的呼声一直较高，但其改革又受制于1994年税制改革的所订立“简化税制”的方针。不合理的所得税等税制，促使贫富两极分化加剧、中产阶级群体萎缩或移民，进而使M型社会加速产生。2017年，中国人民银行研究局局长徐忠撰文指出，1994年的分税制改革后，中央政府与地方政府之间不相匹配的财权事权结构和缺乏有效治理架构导致“一管就死、一放就乱”的局面轮回出现。
此外，经济学者吴敬琏认为分税制改革中，中央政府只分财权不分事权，把财政分权的方法变成了财政集权的手段。

## 政策的修正
在1994年分税制改革推行22年后，中央政府开始对政策进行调整和修正。2016年全国两会期间，时任财政部部长的楼继伟表示要研究中央和地方事权和支出责任的改革。8月24日，国务院印发了《关于推进中央与地方财政事权和支出责任划分改革的指导意见》，决定对中央与地方财政事权和支出责任划分做出调整，适度加强中央的财政事权，保障地方履行财政事权，减少并规范中央与地方共同财政事权。同时，《指导意见》明确了由财政部、中央编办等有关部门主要负责组织、协调、指导、督促推进中央与地方财政事权和支出责任划分改革工作。
此外，《指导意见》对改革给出了时间表。2016年，将在国防、外交等领域率先启动财政事权和支出责任划分改革。2017至2018年，力争在教育、医疗卫生、环境保护、交通运输等基本公共服务领域取得进展。2019至2020年，主要领域改革基本完成，并对需要上升为法律法规的内容进行梳理，适时由国务院颁布行政法规和提交全国人大制定修订相关法律。此外，国务院还将研究起草政府间财政关系法，推动形成保障财政事权和支出责任划分科学合理的法律体系。
然而，对应中央政府和地方政府之间的事权划分的改革进展依旧缓慢。2017年12月，曾任财政部长的楼继伟在专题报告中指出，事权划分改革进展相对缓慢的主要原因是受传统计划经济体制影响，各级政府职能配置天然缺乏清晰分工的理念，上级政府惯于通过行政命令方式管控下级政府，约束下级政府按上级偏好履行事权，导致各级政府没有根据事权属性直接承担相关事权，从而导致上下级政府间的权责边界模糊，共同事务泛滥，行政效率偏低。
2019年10月9日，中国政府网发布《实施更大规模减税降费后调整中央与地方收入划分改革推进方案》，旨在支持地方政府落实减税降费政策、缓解财政运行困难，方案称在征管可控的前提下，将部分在生产（进口）环节征收的现行消费税品目逐步后移至批发或零售环节征收，拓展地方收入来源，引导地方改善消费环境。